# Unterwasser-Rugby
Unterwasser-Rugby ist eine Mannschaftssportart, bei der das Ziel darin besteht, den salzwassergefüllten Spielball in den gegnerischen, unter Wasser angebrachten Korb zu bringen. Dabei werden Flossen, Tauchmaske und Schnorchel als Ausrüstung eingesetzt.
Die international übliche Abkürzung lautet UWR, im skandinavischen Raum ist außerdem UVR üblich. Ihren Ursprung hat die Sportart in deutschen Tauchvereinen. Seit den 1970er Jahren werden regelmäßig internationale Meisterschaften durch den Tauchsportverband CMAS ausgetragen.

## Grundlagen

Unterwasser-Rugby Spielraum Grundriss

### Spielraum
Der Spielraum befindet sich unter Wasser und ist auf drei Seiten durch Beckenwände begrenzt. An einer Längsseite grenzt sie durch eine Leine in der Regel an die Einwechselgasse. Die Wasseroberfläche und der Beckenboden bilden die beiden weiteren natürlichen Grenzen. Daraus ergibt sich ein dreidimensionaler Spielraum, dieser Quader kann nach dem internationalen Regelwerk in der Länge 12–22 m, in der Breite 8–12 m und in der Tiefe 3,5 bis 5 m betragen. In der Regel erfüllen Sprungbecken diese Anforderungen, so dass im Sprungbecken im tiefen Bereich über die Längsseite gespielt wird.

#### Tore
Die korbförmigen Tore aus Metall mit einem Durchmesser von 39–40 cm stehen in der Mitte jeder Breitseite des Spielraumes auf dem Beckenboden an der Wand. Der Ball kann nicht zwischen Wand und Tor durchgespielt werden. Ein Tor gilt als erzielt, sobald sich der Ball vollständig unterhalb der Torkante befindet.

#### Wechselbereich
Parallel zur Längsseite des Spielraumes befindet sich die drei Meter breite Einwechselgasse, über die Wechselspieler ins Spiel einwechseln können. Der Wechselbereich, der sich außerhalb des Beckens hinter jeder Breitseite befindet, wird von auswechselnden Spielern auf dem Weg zur Wechselbank verwendet.

### Spielball
Der etwa handballgroße Gummiball ist mit gesättigter Kochsalzlösung gefüllt und sinkt aufgrund seiner im Vergleich zu Süßwasser höheren Dichte mit einer Sinkgeschwindigkeit von 1 bis 1,25 m/s ab. Für Damen und U15-Spieler ist der Ballumfang um 2 cm kleiner, um weiterhin mit einer Hand geführt werden zu können. Des Weiteren hat der Spielball ein Gewicht von 3,5 kg.

### Grundlegende Regeln
Als körperbetonter Kontaktsport sind die Regeln von Unterwasser-Rugby auf Verletzungs-Prävention und Fairness ausgelegt. Es ist nicht erlaubt, jemanden anzugreifen oder zu bewegen, der nicht im Ballbesitz ist, es sei denn, der Ball wird selbst geführt. Außerdem dürfen sich Spieler nicht an den Körben festhalten, und der Ball muss grundsätzlich unter der Wasseroberfläche im Spielraum gehalten werden. Auf Fairness wird sehr viel Wert gelegt, so werden Unsportlichkeiten, übermäßig hartes Spiel oder aggressive Handlungen, etwa vorsätzliches Schlagen oder Treten, stark geahndet.

### Spieldauer
Ein Unterwasser-Rugby-Spiel wird in zwei Spielhälften zu je 15 Minuten effektiver Spielzeit ausgetragen, dabei wird bei jeder Spielunterbrechung die Zeit angehalten. Jede Mannschaft kann pro Halbzeit eine Auszeit von einer Minute verlangen. Falls im Turniermodus eine Spielentscheidung herbeigeführt werden muss, erfolgt nach einer Pause eine Spielzeitverlängerung von 5 Minuten im Sudden Death, bei weiterer Ergebnislosigkeit kommt es zu einer Entscheidung durch Strafwurfwerfen.

## Mannschaft

### Ausrüstung

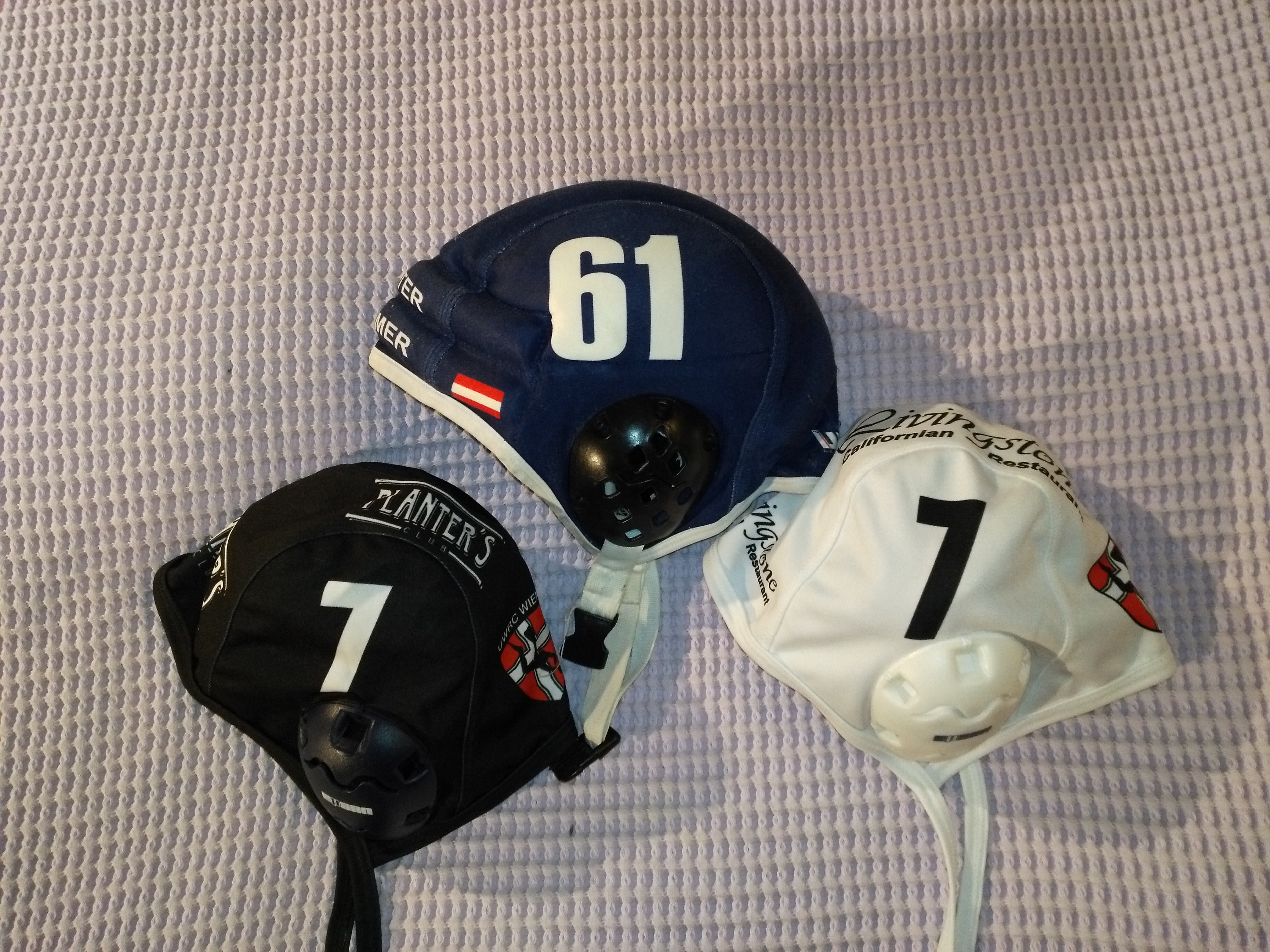
Verschiedene Kappen mit Ohrschützern

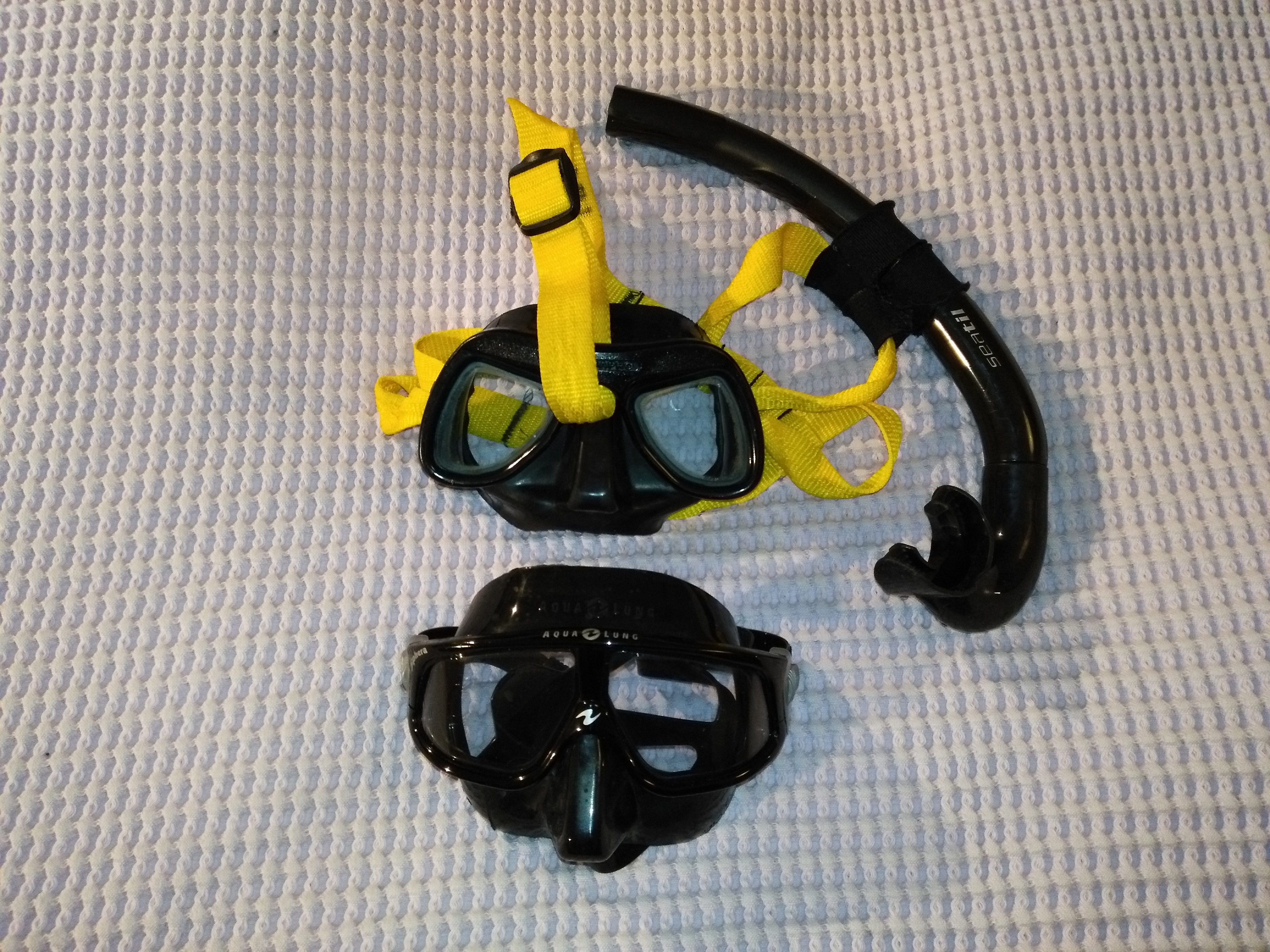
Masken mit Maskenband und Schnorchel

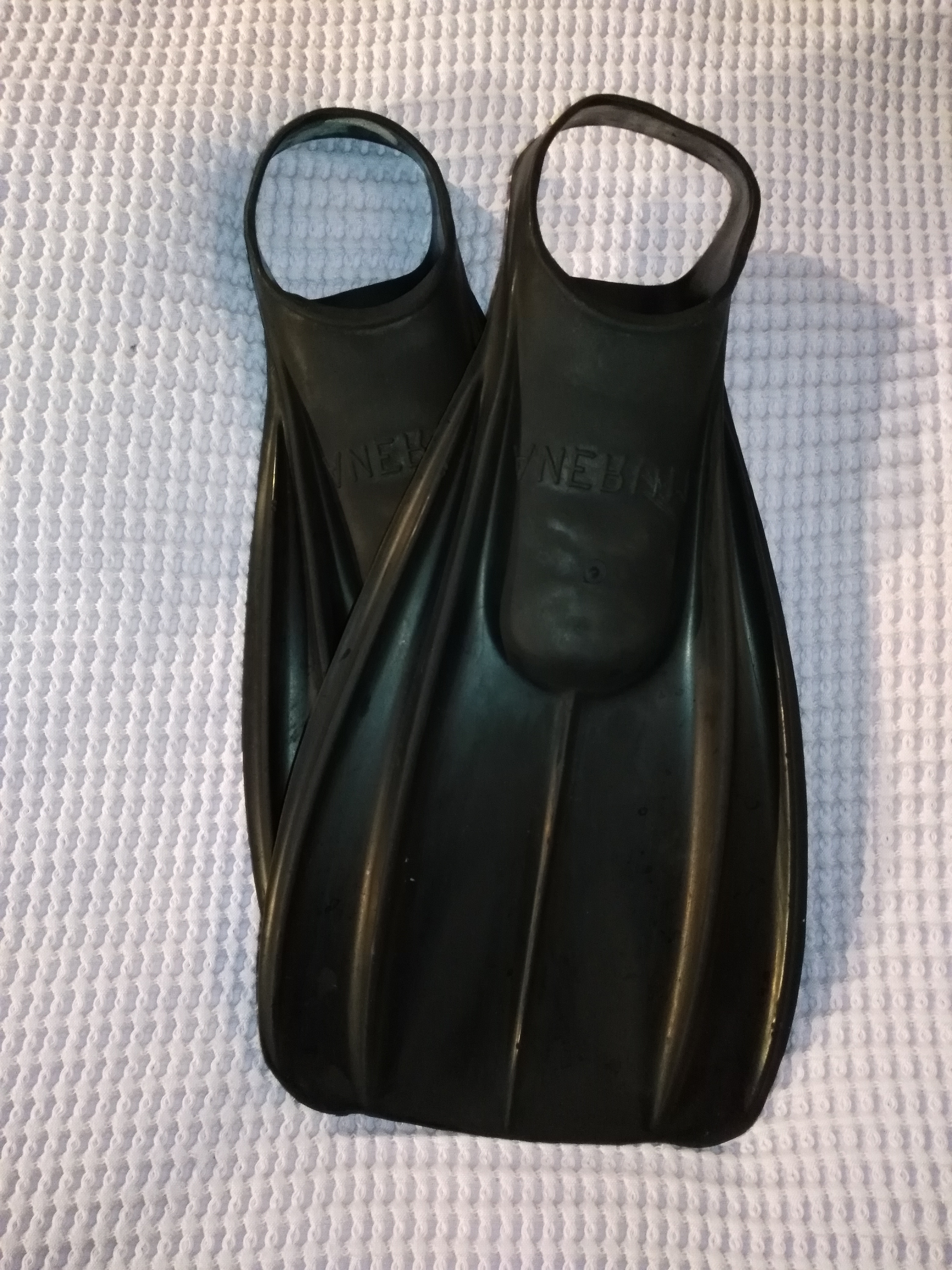
Spezielle Unterwasser-Rugby Flossen aus Gummi

Jede Mannschaft spielt aufgrund der schlechteren Sichtbarkeit von Farben unter Wasser entweder mit weißer oder mit blauer/dunkler Ausrüstung. Dazu gehören Badebekleidung, eine Kappe mit eingenähten Ohrenschützern, Armbänder und die ABC-Ausrüstung bestehend aus Schnorchel, Schwimmflossen und Tauchmaske. Um das Verletzungsrisiko zu minimieren, gelten klare Regeln. Masken und Flossen dürfen weder scharfe Kanten noch Löcher aufweisen.
Gegenüber normaler ABC-Ausrüstungen erweisen sich folgende Spezialisierungen von Vorteil:
Tauchmaske
Es werden bevorzugt kleinvolumige, eng anliegende Masken verwendet. Das mindert die Wahrscheinlichkeit, die Maske in Gemengen zu verlieren. Darüber hinaus werden die Silikonmaskenbänder durch Nylongurtbänder (Rucksackbänder) ersetzt. Dadurch sitzt die Maske sehr unnachgiebig und kann ebenfalls schlechter abgestreift werden.
Schnorchel
Spieler kürzen oft den Schnorchel auf eine Länge, die knapp über dem Kopf endet. Dies hat vor allem den Vorteil, dass der Schnorchel eng am Kopf anliegt und seltener hängen bleibt und somit verloren geht und dass der Schnorchel sich leichter ausblasen lässt.
Flossen
Es werden bevorzugt kurze und recht harte Flossen benutzt (siehe auch Flossenschwimmen), um einen sehr guten Kraftübertrag bei hoher Wendigkeit zu erreichen. Dadurch werden Sprints verbessert, was jedoch zu Lasten des Kraftaufwands und somit der Gesamtanstregung geht.

### Spieleranzahl
Eine Mannschaft besteht aus höchstens 15 Spielern: je sechs Spieler und Wechselspieler sowie bis zu drei Reservespieler. Sobald ein Spieler aus dem Wasser in den Wechselbereich gelangt, darf ein Wechselspieler von der Wechselbank über die Wechselgasse in den Spielraum einwechseln. Die Wechsel werden fliegend, also ohne Spielunterbrechung vorgenommen. Normalerweise hat jeder der Spieler einen Wechselpartner, der unter Wasser dieselbe Rolle übernimmt.

### Rollenaufteilung
Nach dem Regelwerk hat jeder Spieler die gleichen Rechte, trotzdem haben sich im internationalen Unterwasser-Rugby drei grundlegende Rollen entwickelt. Jede dieser Rollen wird von zwei Spielern im Wasser abwechselnd übernommen. Die beiden Spieler und ihre Wechselpartner beobachten sich und ihre Position im Wasser daher ständig, zur besseren Kommunikation entwickeln viele Mannschaften eigene Handzeichen. Da die Rollen je nach Taktik, Spielverlauf und Ballbesitz sehr unterschiedlich sind, dürfen sie nicht mit Spielpositionen verwechselt werden.

#### Obertorverteidiger
Der letzte Spieler, auch Torwart, Deckel oder Deckler genannt, muss ab Ballverlust als Erster das eigene Tor verteidigen und liegt dabei mit dem Rücken auf der Ringkante des Korbes. Er verteidigt vor direkt Korbangriffe von oben und leichte Angriffe von der Seite. Ein enger Wechsel zwischen den beiden Obertorverteidigern am eigenen Korb während eines gegnerischen Angriffs ist sinnvoll, um den Korb über mehrere Tauchgänge hinweg geschlossen zu halten. Bei Ballgewinn bleibt er weiter defensiv als hinterster Spieler, während der Partner mit in die Offensive geht.

#### Untertorverteidiger
Die Hauptaufgabe des Untertorverteidigers, auch Lieger, Dackel oder Verteidiger genannt, ist es, den Obertorverteidiger vor Angriffen am Beckenboden zu schützen. Er liegt dabei mit dem Rücken zum Korb, ausgerichtet in die Richtung des gegnerischen Ballführers. Auch die Untertorverteidiger müssen in knappen Situationen eng wechseln; in der Offensive ist es üblich, dass jeweils einer der Verteidiger angreift und der zweite absichert.

#### Stürmer
In der Defensive betreiben sie überwiegend Forechecking und attackieren die Ballführer. Sie müssen fortgeschrittene Angriffsmuster verhindern und können vorübergehend die Rolle des Obertor- oder Untertorverteidigers übernehmen. In der Defensive wie in der Offensive haben sie am meisten Freiheiten.

## Spiel und Ballhaltung

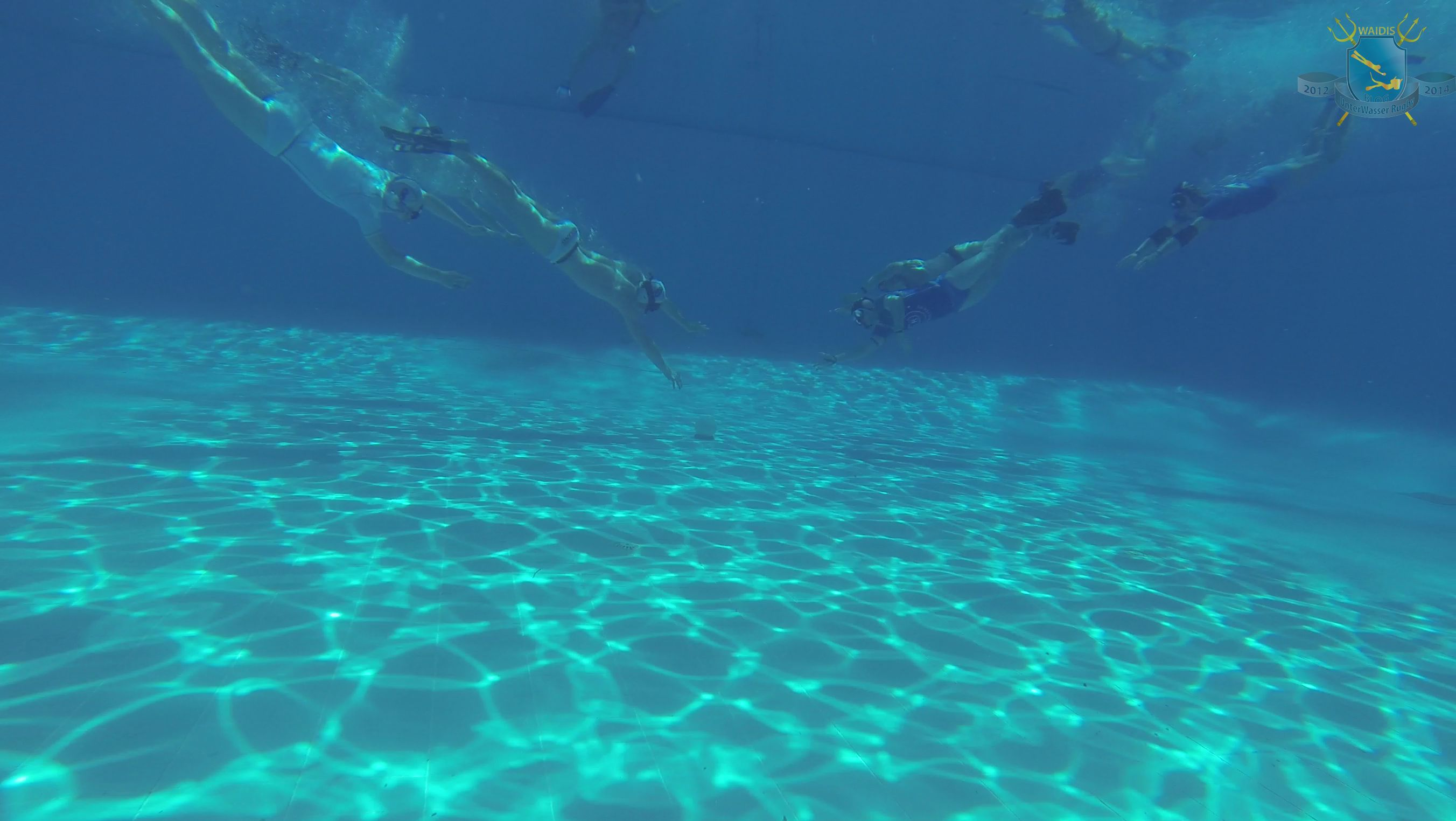
Spielstart nach dem Anpfiff, der Ball liegt in der Mitte

Unterwasser-Rugby erfordert hohe Ausdauer, Kraft und gutes Apnoetraining. Aber auch taktisches Gefühl, Wendigkeit und Schnelligkeit sind notwendig, da richtige Positionierung für ein gutes Passspiel entscheidend ist. Um sich im annähernd im „freien Raum“ der drei Dimensionen zurechtzufinden, ist darüber hinaus eine gute Übersicht unerlässlich, denn ein Angriff kann beim Unterwasser-Rugby auch von oben oder unten erfolgen. Spieler verbringen typischerweise nur eine bis drei Minuten im Wasser, bevor sie mit ihrem Wechselpartner auswechseln. Im Wasser tauchen sie, je nach Spielsituation, für 15 bis zu 45 Sekunden ab, um danach mit möglichst wenigen Luftzügen an der Oberfläche wieder ins Spielgeschehen eingreifen zu können. Ein Tauch-Atemrhythmus ist erforderlich, um wertvolle Spielzeit nicht durch Sauerstoff-Rekuperation zu vergeuden.
Jeder Spieler im Ballbesitz darf angegriffen werden und darf selbst angreifen. Dazu zählt etwa das Festhalten an Armen und Beinen, das Gerangel um den Ball oder das Wegdrücken eines Verteidigers. Verboten ist das Festhalten am Korb sowie jegliches gefährliches Spiel, wie Attacken auf Ausrüstung, Schläge und Würgen, solches wird von den Unterwasser-Schiedsrichtern geahndet.
Unterwasserrugby zählt zu den Defensivsportarten, d. h., Spiele zwischen ebenbürtigen Mannschaften gehen normalerweise mit wenigen Toren, oft 1:0 aus. Dies kommt vor allem daher, dass der Torbereich recht klein und leichter zu verteidigen ist. Außerdem kann die verteidigende Mannschaft durch die fliegenden Wechsel immer direkt aus der tornahen Wechselbank schnell „frische“ Spieler einbringen, während die Angreifer bei jedem Wechsel erst zurück zur eigenen Beckenseite schwimmen müssen. Gerade bei großen Spielfeldern können somit gut 30 Sekunden vergehen, bis der Wechsel erfolgt ist und der „frische“ Angreifer wieder ins Spiel eingreifen kann.

### Anpfiff
Vor dem Anpfiff müssen jeweils sechs Spieler die Beckenwand über ihrem Korb berühren, nach dem Hupsignal schwimmen sie auf den in der Beckenmitte liegenden Ball zu. Nach einem Tor erhält die unterlegene Mannschaft den Ball, die Spieler starten von der gleichen Position wie bei einem Anpfiff.

### Flossenschwimmen
Die Fortbewegung erfolgt unter Wasser rein durch den Flossenschlag. Die Flossen sind aus Gummi, Kohle- oder Glasfaser gefertigt und garantieren durch ihre spezielle Form eine hohe Wendigkeit. Um die Schnelligkeit bei Sprints zu erhöhen, wird überwiegend der Monoschlag eingesetzt. Dabei werden beide Flossen gleichzeitig geschlagen, der ganze Körper vollzieht dabei eine wellenförmige Bewegung, während beim Stereoschlag die Welle nur aus der Hüfte gedreht werden kann und die Amplitude an der Flossenspitze somit geringer ausfällt.
Durch das Flossenschwimmen bekommt Unterwasserrugby eine sehr dynamische Komponente, da die Spielgeschwindigkeit erheblich erhöht wird.

### Ballhaltung

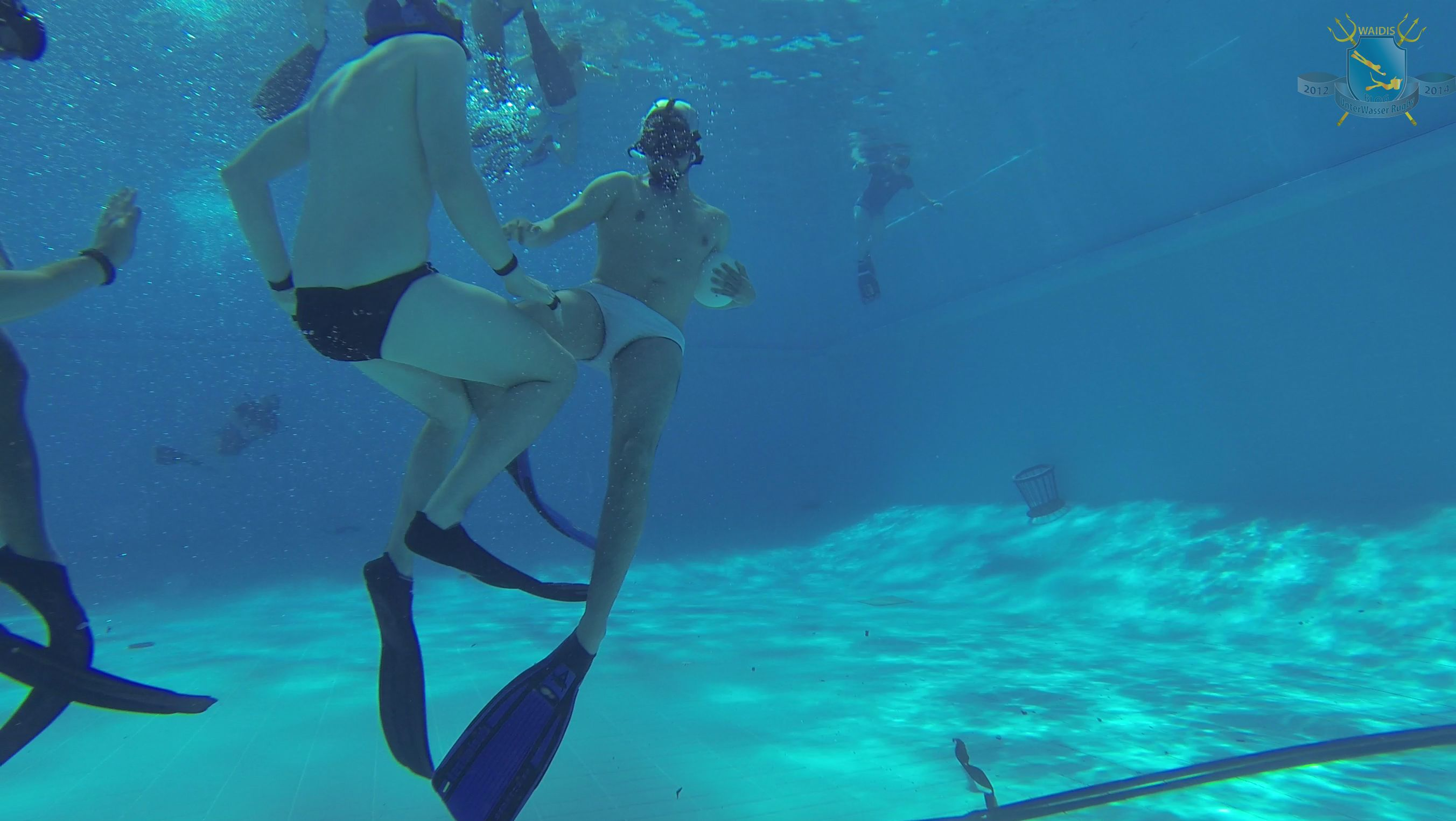
Enge Ballhaltung

Um gegnerische Angriffe abzuwehren, wird der Ball mit einer Hand eng zwischen Brust und Ellenbogen gehalten. Die andere Hand bleibt für Schwimmbewegungen und die Abwehr von gegnerischen Spielern frei. Eine offenere Haltung in einer Hand ist nützlich, um agiler zu passen, schneller zu schwimmen und schnellere Torabschlüsse zu erzielen; das Risiko eines Ballverlustes ist jedoch höher.

### Passspiel

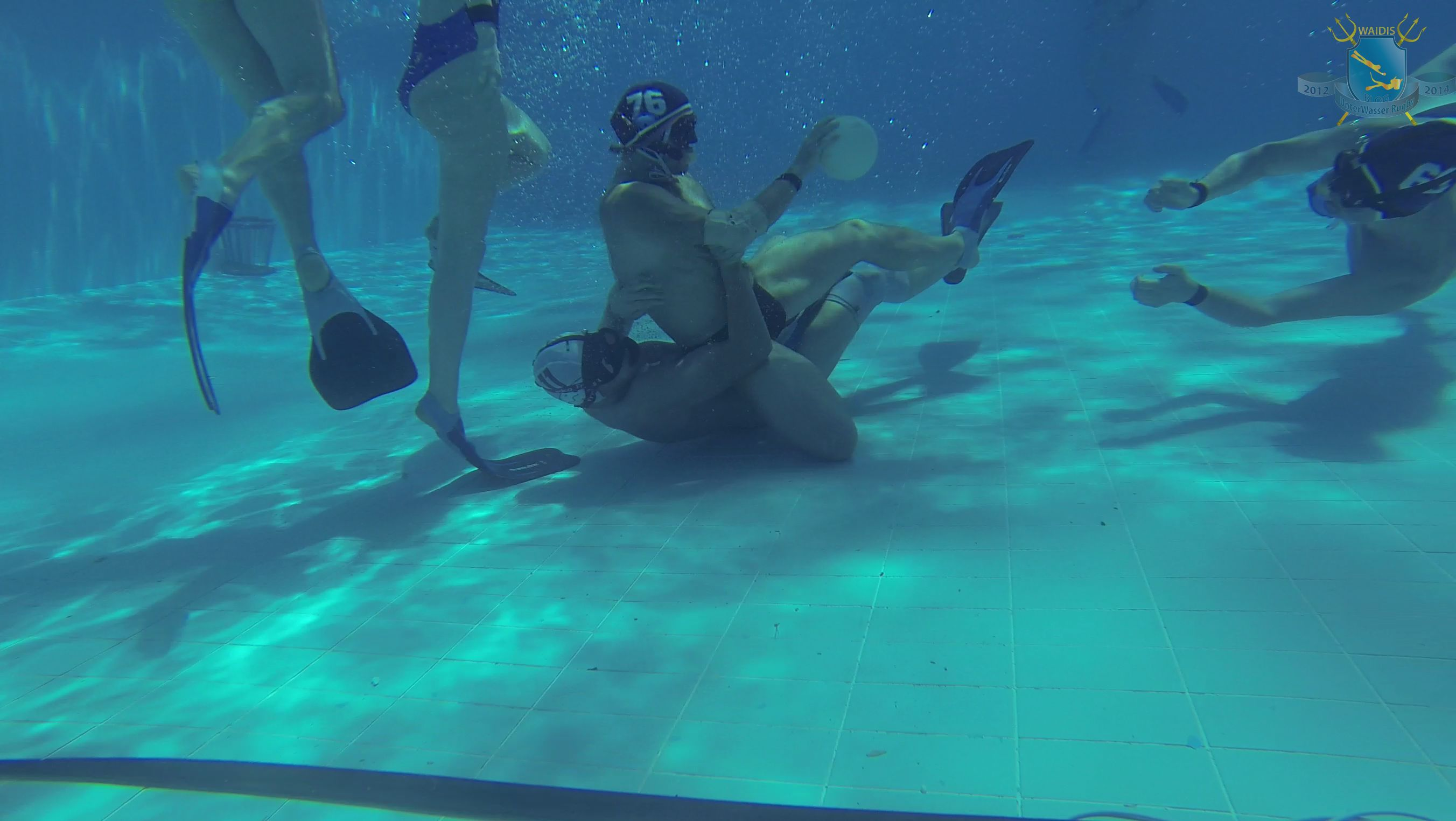
Kurzer Pass

Dabei wird der Ball, ähnlich wie beim Kugelstoßen, weggedrückt. Je nach Krafteinsatz und Geschwindigkeit kann der Ball so über mehrere Meter Distanz zielgenau gepasst werden. Aufgrund des Wasserwiderstands können gezielte Pässe nur bis zu zwei Meter weit gegeben werden. Die Besonderheit des dreidimensionalen Spielraumes macht jedoch viele Passvarianten möglich, die eine sehr gute Übersicht und räumliche Vorstellungsgabe der Spieler erfordern. Da unter Wasser wenig kommuniziert werden kann, müssen Spieler gut aufeinander eingespielt sein, um die richtigen Spielzüge zu setzen.

### Torabschluss
Aufgrund der Position von Untertor- und Obertorverteidiger ist ein Wurf in den offenen Korb – wie bei anderen Ballsportarten – die Ausnahme; er erfolgt nur nach einem schnellen Konter, bei dem die Verteidigung überrascht wurde, oder nach einem zermürbenden langen Angriff, nachdem der Verteidigung sprichwörtlich die Luft ausgeht. Um genug Kraft aufzubauen, um die Verteidigung vom Korb zu bringen, gibt es vereinfacht vier Möglichkeiten: mit den Armen vom Boden wegdrücken; mit den Knien vom Boden wegdrücken; nach dem ersten Kontakt mit dem Verteidiger durch Flossenschläge Kraft aufbauen oder die eigene beschleunigte Körpermasse zu benutzen.

#### Abschluss unter der Korb-Ringkante
Bei dieser am häufigsten eingesetzten Variante muss der Ball zuerst mit dem Spieler bis unter den Korb gebracht werden, der Untertorverteidiger muss dazu aber erst – etwa durch das Setzen eines Blocks – überspielt werden. Ist der Angreifer in Position, kann er sich vom Beckenboden wegdrücken, um den Obertorverteidiger vom Korb zu heben und den Ball dabei gleichzeitig in den Korb zu legen. Möglich für den Hebel zwischen Boden und Gegner sind der Einsatz von Knie, Schultern, Unterarmen oder Ellenbogen. Am einfachsten ist der Angriff auf den unteren Rücken des Obertorverteidigers; er bietet die größte Angriffsfläche. Eine spezielle Variante des Untertorabschlusses ist die aus Schweden stammende Märla (schwed: Klammer), bei der der Obertorverteidiger beidseitig ausgehebelt wird.

## Fouls und Strafen
Im Unterwasser-Rugby sorgen drei Schiedsrichter für den korrekten Spielablauf. Einer der Schiedsrichter fungiert über Wasser als Spielleiter, während zwei Unterwasser-Schiedsrichter in der Regel mit Tauchgerät im Wasser dem Spiel folgen. Entscheidungen werden über eine elektronische Hupanlage sowie Handzeichen kommuniziert.
Foulspiel beinhaltet unter anderem Unsportlichkeit, hartes Spiel, Wechselfehler, das Halten des Gegners ohne Ball, Outs sowie das Festhalten am Korb oder an der Beckenkante. Die drei Schiedsrichter können verschiedene Sanktionen verhängen; um den Spielfluss nicht unnötig zu unterbrechen, kann auch auf die Vorteilsregel für die ballführende Mannschaft zurückgegriffen werden. Zu den Strafen zählen die Verwarnung, der Freiwurf, die Zeitstrafe, der Strafstoß und das Ausschließen (Hinausstellen) eines Spielers. Bei Häufungen von Regelverstößen eine Art innerhalb einer Mannschaft – z. B. „Halten ohne Ball“ – kann eine Team-Verwarnung ausgesprochen werden.

### Verwarnungen
Verwarnungen werden in der Regel im Zusammenhang mit Freiwürfen ausgesprochen. Besteht eine Verwarnung gegen einen Spieler oder gar gegen die gesamte Mannschaft (Team-Warning), wird beim nächsten gleichartigen Regelverstoß eine Zeitstrafe verhängt. Dies geschieht ungeachtet der Schwere des Verstoßes. Besteht beispielsweise eine Verwarnung wegen „Haltens ohne Ball“, führt dies bei erneutem Halten direkt zur Zeitstrafe, obwohl dieser Verstoß normalerweise mit einem Freiwurf geahndet wird. Bei der Team-Verwarnung ist es zudem auch unbedeutend, ob derjenige Spieler bereits das Foul einmal begangen hat. Die Verwarnungsregelung dient somit dem Aufrechterhalten des Spielflusses, da sonst eine Mannschaft durch permanente leichte Verstöße den Spielfluss der gegnerischen Mannschaft durch Freiwürfe stören könnte.

### Freiwurf
Der Freiwurf wird von der Wasseroberfläche aus durch einen Pass ausgeführt. Ein Freiwurf wird auf Höhe des verursachenden Fouls gegeben, sofern dieses in der gegnerischen Hälfte verursacht wurde. Andernfalls wird dieser vom Mittelpunkt ausgeführt. Das Spiel läuft nach Ausführung regulär weiter. Der ausführende Spieler muss den Ball an die Wasseroberfläche führen und signalisiert somit Bereitschaft den Freiwurf auszuführen. Nach Anhupen hat der ausführende Spieler 3 Sekunden Zeit um den Ball zu passen. Er darf dabei seine Position nicht verlassen. Hat der Spieler nach Ablauf dieser 3 s immer noch nicht gepasst, wird der Freiwurf der gegnerischen Mannschaft zugesprochen. Der Ausführende darf bis zum Pass nicht angegriffen oder gestört werden. Dafür sorgt eine geschützte Freiwurfzone von zwei Metern Umkreis um den Spieler, innerhalb derer sich kein Gegner aufhalten darf, bis der Freiwurf ausgeführt wurde. Befindet sich ein Gegner in dieser Zone, „darf er erst ins Spiel eingreifen, wenn er sich wieder außerhalb der Freiwurfzone befindet. Es ist dabei unbedeutend, ob das Startsignal schon gegeben wurde und der Ball schon gespielt wurde.“ In der Regel wird jedoch der Freiwurf gar nicht erst angehupt, solange sich gegnerische Spieler innerhalb der 2-Meter-Zone befinden. Um eine sichere Anspielstation zu haben, positioniert sich als gängige Taktik direkt hinter dem Ausführenden ein Mitspieler innerhalb der 2-Meter-Zone. Findet der Ausführende innerhalb der 5 Sekunden nach Anhupen keine geeignete Anspielstation, da der Gegner erfolgreich alle Mitspieler deckt, bleibt dem Ausführenden somit immerhin noch die direkte Ballübergabe an den Mitspieler hinter seinem Rücken.

### Zeitstrafe
Wird über einen Spieler eine Zeitstrafe verhängt, muss sich dieser zwei Minuten auf der Strafbank aufhalten. Die jeweilige Mannschaft hat dann nur noch fünf Spieler im Wasser, die gegnerische Mannschaft erhält einen Freiwurf. Ähnlich der aus dem Eishockey bekannten Powerplay-Phase endet die Zeitstrafe früher, falls durch eine Mannschaft in Überzahl ein Tor erzielt wurde. Gemessen an eine Spielzeit von 2-mal 15 Minuten stellt das 2-minütige Herausstellen eines Spielers einen erheblichen Nachteil dar.

### Match-Strafe
Bei besonders schweren und unsportlichen Fouls kann ein Spieler für das komplette Spiel oder das gesamte Turnier gesperrt werden. Nach Ablauf einer 5-minütigen Strafzeit darf ein Auswechselspieler den hinausgestellten Spieler ersetzen. Dann befinden sich 6 Spieler im Wasser und maximal 5 Spieler auf der Auswechselbank.

### Strafwurf
Ein Strafwurf wird verhängt, wenn eine Regelverletzung zur Verhinderung eines Tores führt. Der Strafwurf ist eine 1-gegen-1-Situation; es befinden sich nur ein Verteidiger und ein Angreifer im Spielraum. Der Angreifer startet von der Spielfeldmitte, während der Verteidiger nahe am Beckenrand über dem eigenen Tor beginnt. Nach dem Anhupen durch den Spielleiter hat der Angreifer 45 Sekunden Zeit, ein Tor zu erzielen. Gelingt dem Angreifer dies nicht oder kann der Verteidiger die Ballkontrolle erlangen und den Ball über die Wasseroberfläche bringen, gilt der Strafwurf als erfolgreich gehalten.
Begeht der Verteidiger ein Foul, wird der Strafwurf – nach Berücksichtigung der Vorteilsregelung – abgebrochen, dem Verteidiger eine Zeitstrafe gegeben und der Strafwurf wird wiederholt. Dabei ist es zulässig, dass der Angreifer getauscht wird, da dieser, je nach Intensität des Angriffs, bereits erschöpft sein kann.
Begeht der Angreifer während des Strafwurfs ein Foul, wird sofort abgebrochen und der Strafwurf wird als erfolgreich verteidigt gewertet.
Eine Besonderheit des Strafwurfs ist, dass der Verteidiger sich nur im Torbereich – 2 Meter Umkreis um das Tor – aufhalten darf (ausgenommen Luftholen an der Wasseroberfläche). Ein Verlassen dieses Bereichs wird als Verteidigerfoul gewertet. Diese Regelung dient vor allem dazu, dass der Strafwurf nicht einfach durch Aufhalten des Angreifers an der Wasseroberfläche oder anderweitiges Fernhalten des Angreifers vom Tor verteidigt wird.
Die Schwierigkeit beim Strafwurf besteht für den Verteidiger darin, dass ein Auftauchen zum Luftholen zwar erlaubt, aber praktisch kaum möglich ist, da der Angreifer genau dann abtauchen könnte und das Tor wehrlos erzielt. Daher muss der Verteidiger bis zu 45 Sekunden die Luft anhalten können, und das zum Teil unter erheblicher körperlicher Belastung. Der Angreifer kann hingegen jederzeit den Angriff abbrechen und auftauchen, um neue Kraft und Luft zu sammeln. Daher stellt der Strafwurf einen erheblichen Nachteil für die verteidigende Mannschaft dar und wird in der Mehrzahl auch erfolgreich zu einem Tor durch den Angreifer verwandelt.

#### Strafwurfschießen
Hat ein entscheidendes Spiel, also ein Spiel, das nicht unentschieden beendet werden darf, weder nach regulärer Spielzeit noch nach Sudden-Death-Verlängerung einen Sieger, wird ein Strafwurfschießen ausgetragen. Dabei werden so lange abwechselnd Strafwürfe zwischen den Teams ausgeführt, bis eine Mannschaft einen Vorteil generiert hat. Je nach Turnierregelung wird entweder bereits ein Vorteil gewertet; d. h., eine Mannschaft hat erfolgreich einen Strafwurf zum Tor verwandelt und den gegnerischen Strafwurf erfolgreich abgewehrt, oder es werden je 3 Strafwürfe pro Mannschaft ausgeführt; steht danach ein Sieger fest, ist das Spiel beendet, sonst wird eine erneute Serie von je 3 Strafwürfen ausgeführt. Diese Variante soll etwas den Zufall mindern. So hat eine Mannschaft nicht gleich direkt nach einem 0:1-Nachteil verloren, sondern kann innerhalb der noch verfügbaren Strafwürfe ebenfalls einen Strafwurf verteidigen und somit wieder ausgleichen. Gilt nur ein Vorteil als Siegbedingung, muss ein gehaltener Strafwurf direkt mit einem gehaltenen Strafwurf kompensiert werden.
Eine Besonderheit des Strafwurfschießens ist die Auswahl der Angreifer: jeder Schütze darf nur einmal ausführen, es sei denn, der Strafwurf wird aufgrund eines Verteidigerfouls wiederholt. Erst wenn alle Spieler einer Mannschaft ausgeführt haben und immer noch keine Entscheidung erreicht wurde, beginnt das Strafwurfschießen wieder von vorn. Dies Situation tritt jedoch äußerst selten auf. Der Verteidiger darf hingegen beliebig oft einen Strafwurf halten. Diese Regel dient zum Herbeiführen einer Entscheidung, da eine Mannschaft normalerweise nicht komplett aus sehr guten Strafwurfschützen besteht und somit die Angreifer schwächer werden, je länger das Strafwurfschießen dauert.

### Hupsignale
Alle drei Schiedsrichter können die Hupanlage verwenden, deren Signal unter Wasser gut hörbar ist. Ein langer Ton bedeutet Spielbeginn oder -fortsetzung, etwa nach einem erzielten Tor oder bei einem Freiwurf. Zwei lange Töne zeigen ein erzieltes Tor an, mehrere kurze Töne bedeuten eine Spielunterbrechung, etwa wegen eines Fouls oder zu Halbzeitende.

### Schiedsrichterball und Teamball
Wurde das Spiel unterbrochen, ohne dass eine klare Freiwurfentscheidung durch die Schiedsrichter getroffen werden kann, wird der Ball durch den Spielleiter (Überwasserschiedsrichter) mit dem Anhupen zufällig entlang der Mittellinie ins Spielfeld eingeworfen. Dieser Einwurf wird als Schiedsrichterball bezeichnet.
War der Ball hingegen klar in Besitz einer Mannschaft, wäre ein Schiedsrichterball unangemessen. In einer solchen Situation wird ein Teamball gespielt. Dieser ähnelt dem Freiwurf, jedoch mit dem wichtigsten Unterschied, dass die gegnerische Mannschaft nicht in die Spielhälfte der ausführenden Mannschaft schwimmen darf, solange der Initialpass nicht gespielt wurde.
Diese Ereignisse sind jedoch selten und treten meist bei technischen Unterbrechungen oder unklaren Situation auf, z. B. wenn der Ball im Gemenge über die Wasseroberfläche gehoben wurde, aber die Schiedsrichter nicht klar erkennen konnten, welcher Spieler dies verursacht hat.

## Geschichte
Unterwasser-Rugby wurde in den sechziger Jahren als ein Spiel eingeführt, bei dem mit einem mit Salzwasser gefüllten Ball gespielt wurde. In dieser Anfangsphase wurde unter Wasser ein Netz gespannt, wodurch es eine Art Unterwasser-Volleyball wurde. Im Jahre 1964 haben die DLRG Mülheim an der Ruhr und der DUC Duisburg das erste Spiel mit geänderten Regeln ausgetragen, wobei man sich an denen des Rugby orientierte. Dieses Match kann als das erste Unterwasser-Rugby-Spiel angesehen werden.
Eine erste Meisterschaft wurde 1966 in Mülheim ausgetragen, damals mit acht Spielern pro Mannschaft. 1971 wurde die erste Deutsche Unterwasser-Rugby-Meisterschaft (BRD und Berlin-West) ausgetragen, welche damals noch keinen offiziellen Charakter hatte; ein Jahr später folgte die erste offizielle Meisterschaft. Ein weiteres Jahr später, 1973, wurde Unterwasser-Rugby international eingeführt.
Im Zuge der offiziellen Anerkennung von Unterwasser-Rugby und Unterwasserhockey als Wettkampfsportarten durch die CMAS wurde 1978 die erste offizielle Europameisterschaft im schwedischen Malmö ausgetragen, die erste Unterwasser-Rugby-Weltmeisterschaft wurde 1980 im „Geburtsort“ Mülheim ausgetragen.

## Popularität
Ausgehend von seinem Ursprungsland Deutschland fand der Sport rasch Anklang in den anderen deutschsprachigen Ländern Österreich und der Schweiz. In Skandinavien, Tschechien und Italien wurde der Sport schon früh übernommen und hat daher eine lange Tradition. Inzwischen gibt es in über 15 Ländern eine Meisterschaft, der Sport wird in dreißig Ländern aktiv betrieben. Neben der Türkei, Südafrika, Kolumbien und Venezuela setzte sich der Sport seit den 2000er Jahren in den USA, Kanada, China, Singapur, Australien, Frankreich und Großbritannien fest.
An der alle vier Jahre stattfindenden Weltmeisterschaft nahmen Damen- und Herrenteams aus 20 verschiedenen Nationen teil, neben der Europameisterschaft findet jährlich ein internationaler Cup der Ligasieger statt, der Championscup. Seit 2012 existiert eine europäische Liga, die „European Underwater Rugby League“, in der die Top-Mannschaften Europas dreimal jährlich zusammentreffen.
Um den Sport für Zuschauer freundlicher zu gestalten und damit populärer zu machen, werden die Spiele der Euroleague in hoher Qualität live über das Internet gestreamt.